# Kersec

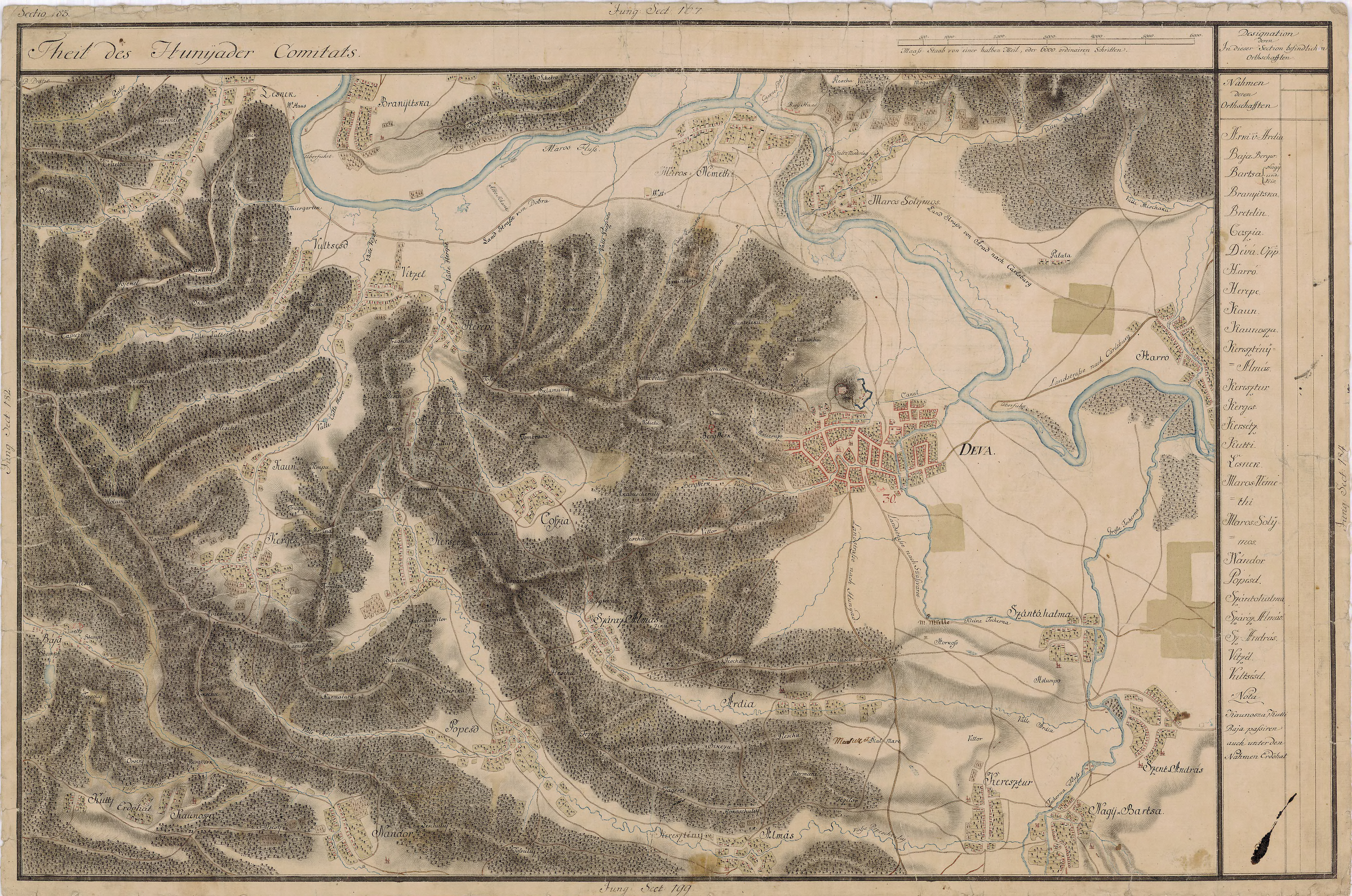
Kersec környéke 1769–71-ben

Kersec (románul: Cârjiți) falu Romániában, Erdélyben, Hunyad megyében.

## Fekvése
A Pojána Ruszka hegységben, Dévától tíz kilométerre délnyugatra fekszik.

## Lakossága
- 1790-ben 106 görögkatolikus lakosát számolták össze.[1]
- 1910-ben 382 lakosából 380 volt román anyanyelvű; 375 ortodox és öt görögkatolikus.
- 2002-ben 155 román nemzetiségű lakosából 108 volt ortodox, 36 pünkösdi és 11 baptista vallású.

## Története
Határában a rómaiak két kőbányát műveltek. Először 1453-ban említették Kersecz alakban, mint Déva vára tartozékát. Román falu volt Hunyad vármegyében.